# Nectarinia famosa
El suimanga malaquita (Nectarinia famosa) es una especie de ave paseriforme de la familia Nectariniidae propia del este y sur de África, desde Etiopía a Sudáfrica.

## Descripción

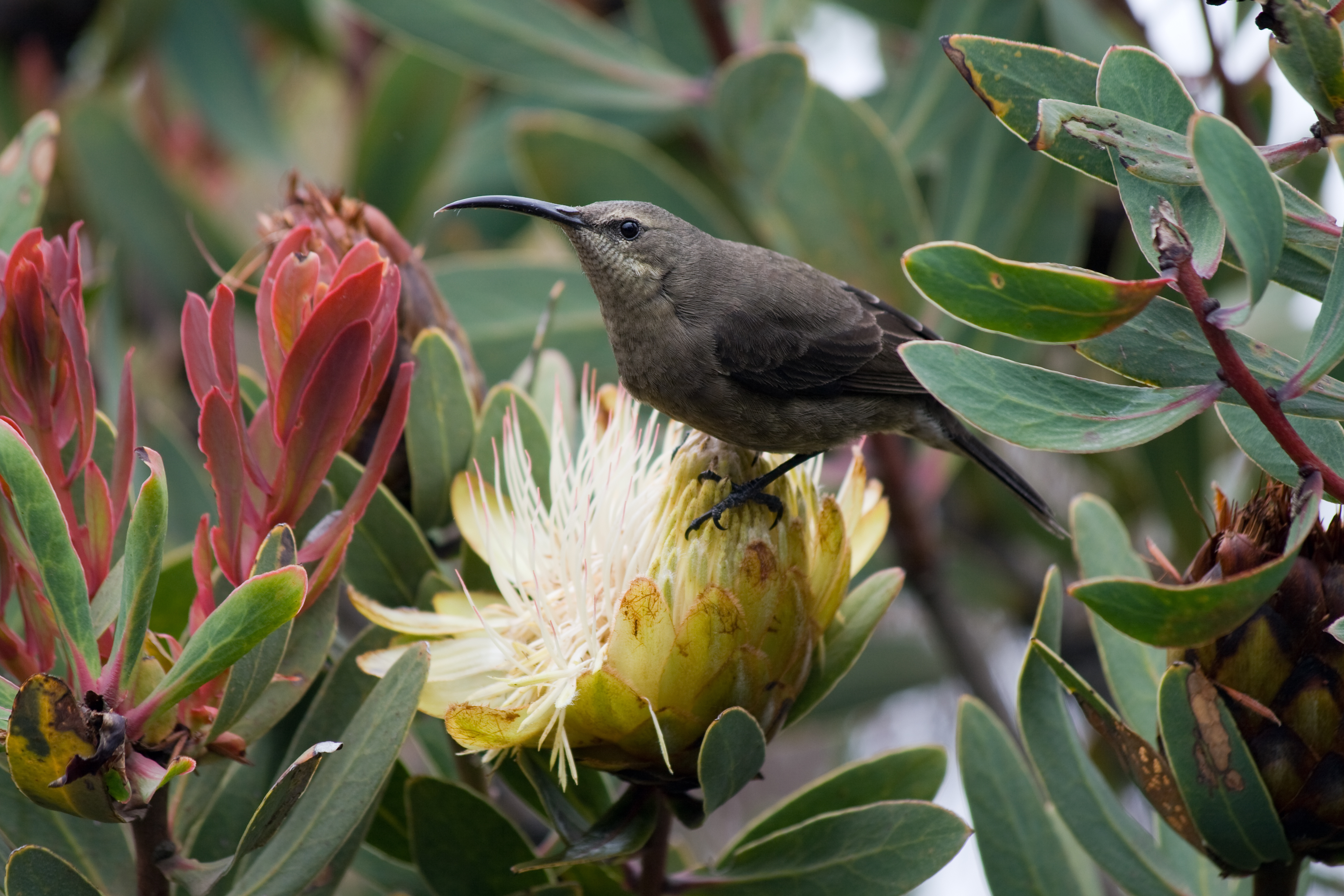
Hembra.

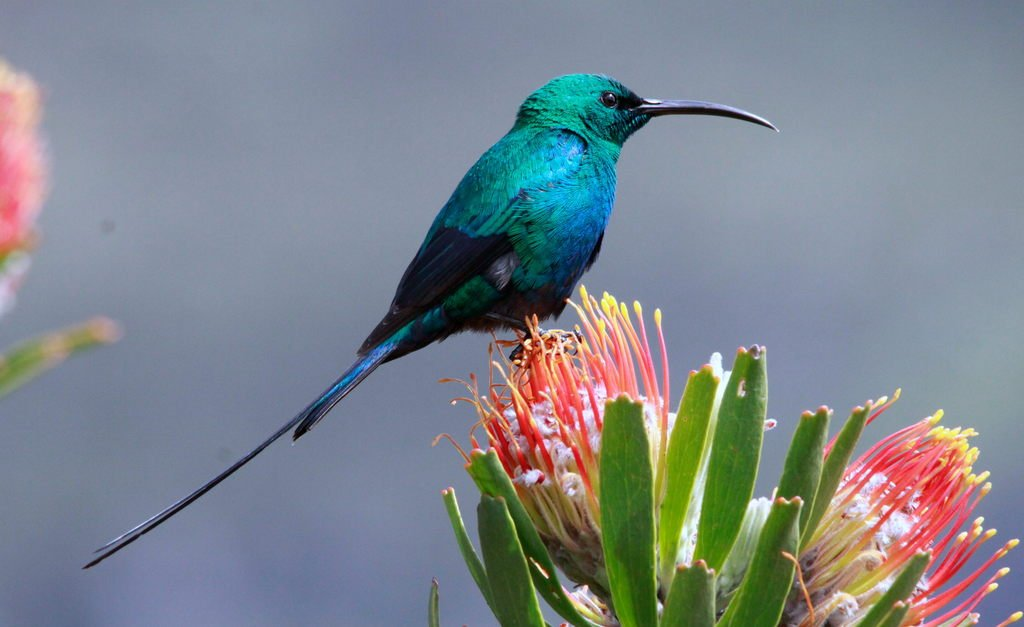
Macho en época de cría.

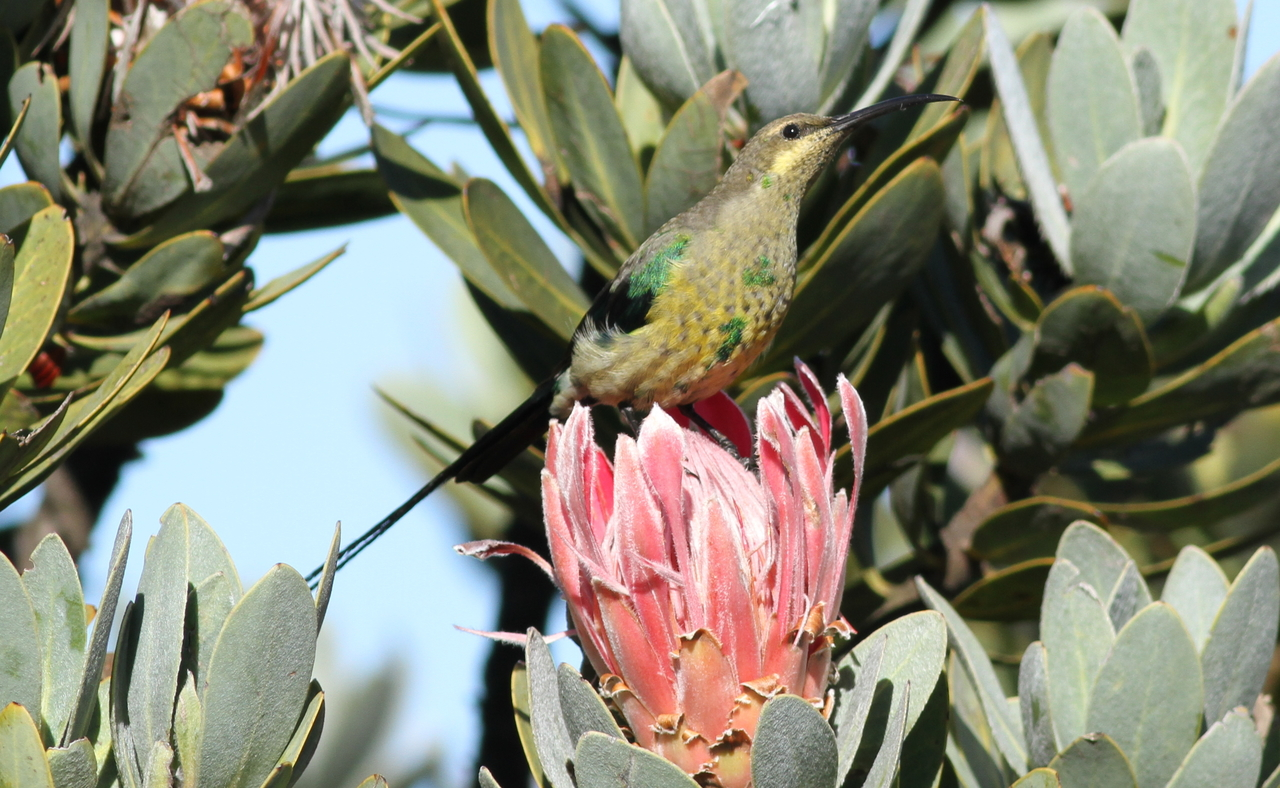
Macho fuera de la época reproductiva.

El suimanga malaquita es un suimanga grande. El macho en plumaje reproductivo tiene las plumas centrales de la cola largísimas, que hacen que su longitud total sea de 25 cm, frente a la hembra que sin esta cola tan larga mide solo 15 cm. El macho adulto en la época reproductiva tiene el plumaje de color verde metálico brillante, con las alas negruzcas y pequeñas manchas pectorales amarillas. En cambio, fuera de la época repruductiva el plumaje de las partes superiores se vuelve pardo, salvo las alas y cola que permanecen de color verde negruzco, y  retiene las largas réctrices. Sus partes inferiores entonces son amarillentas y manchadas de verde.
La hembra es mucho más discreta y todo el año tiene partes superiores de color pardo grisáceo y partes inferiores amarillentas con algún veteado en el pecho. Su cola tiene una terminación cuadrada. Los juveniles se parecen a las hembras.

## Taxonomía
Los suimangas se clasifican en la familia Nectariniidae, un grupo de pequeños pájaros nectarívoros que se extienden por África y el sur de Ásia, llegando a la Wallacea.
Se reconocen dos subespecies de suimanga malaquita. La subespecie nominal N. f. famosa  que se encuentra principalmente en Sudáfrica, Lesoto y el oeste de Suazilandia, aunque su área de distribución se extiende hasta el sur de Namibia y Zimbabue. Y la subespecie N. f. cupreonitens que cría en las montañas del este de África, de Etiopía al norte de Mozambique.

## Hábitat
Se encuentra en el fynbos de los montes (incluidas las zonas de protea y también las de aloes) y las zonas de matorral de montaña y costero, hasta los 2.800 m de altitud en Sudáfrica. También se encuentra en los parques y jardines. Suele ser un pájaro sedentario pero suele bajar de las montañas en invierno.

## Comportamiento
Como la mayoría de los suimangas se alimenta principalmente de néctar, aunque también caza insectos, especialmente cuando alimenta a sus crías. Este suimanga puede cazar de forma similar a un papamoscas, acechando a los insectos desde un posadero.
Aunque la mayoría de especies de suimangas pueden libar néctar cernidos como los colibríes, normalmente se posan para hacerlo la mayoría de las veces. Al ser una especie de suimanga bastante grande, el suimanga malaquita no es una excepción. Tienen un pico largo, fino y curvado hacia abajo y una lengua tubular y con punta de cepillo, ambas adaptaciones a la alimentación con néctar. Algunas plantas de las que se alimenta el suimanga malaquita son especies del género Aloe, como Aloe broomii, Aloe ferox y Aloe arborescens, y especies de Protea, como Protea roupelliae, además de otras plantas polinizadas por aves como Leonotis y Strelitzia.
Su llamada es un alto tsiip-tsiip, y el macho emite un trino, normalmente con la cabeza hacia arriba con las plumas del pecho erizadas y con las alas a medio desplegar. Los machos también realizan una elaborada exhibición de vuelo. Se ha descubierto que los machos erizan continuamente durante la noche, y silban mientras duermen. Una hipótesis para este comportamiento es que tiene la función de engañar a los depredadores nocturnos.

### Reproducción
El suimanga malaquita es una especie monógama. Su nido ovalado, generalmente está suspendido, como la mayoría del de otros suimangas, o también lo pueden construir en el interior de un arbusto. Las hembres incuban de uno a tres huevos verdosos con motas oscuras durante dos semanas. Los polluelos son alimentados por los dos progenitores hasta que dejan el nido. Los jóvenes suelen regresar al nido por un tiempo para dormir. El suimanga malaquita a veces cría dos nidadas por temporada de cría, y su nido puede ser parasitado por el cuco de Klaas o el cuco solitario. El suimanga malaquita es territorial y agresivo cuando anida, pero es muy gregario fuera de la época de cría, formando bandadas incluso de más de 1.000 individuos.